# Trichlora huascarana
Trichlora huascarana är en amaryllisväxtart som beskrevs av Pierfelice Ravenna. Trichlora huascarana ingår i släktet Trichlora och familjen amaryllisväxter.
Artens utbredningsområde är Peru. Inga underarter finns listade i Catalogue of Life.